# Transamerica Airlines
Transamerica Airlines war eine US-amerikanische Fluggesellschaft, die ihren Betrieb im September 1986 eingestellt hat. Die Gesellschaft ging im Oktober 1979 aus der Umfirmierung der Trans International Airlines (TIA) hervor, die Anfang 1948 unter dem Namen Los Angeles Air Service (LAAS) gegründet worden war. Das Unternehmen führte militärische und touristische Charterflüge sowie weltweite Luftfrachttransporte durch. Zudem war die Gesellschaft ab Mai 1979 auch im transatlantischen Linienflugverkehr tätig.

## Los Angeles Air Service

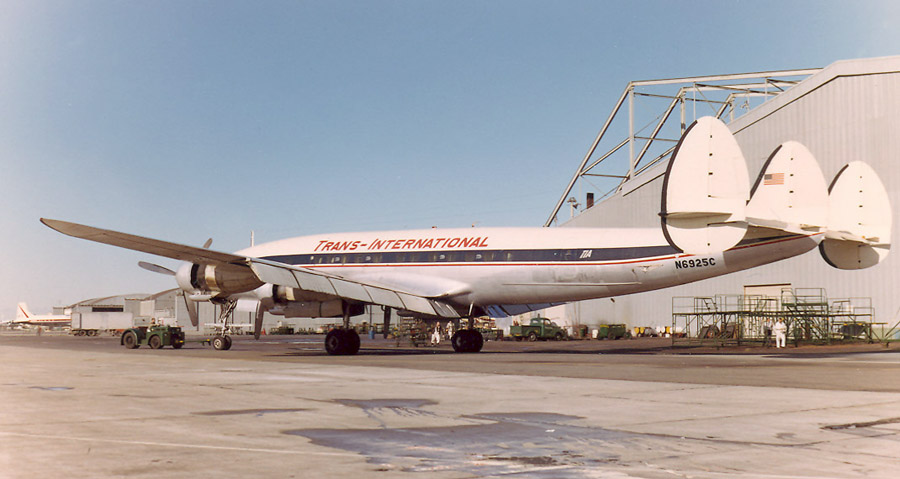
Eine Lockheed Super Constellation der TIA

Der ehemalige Überführungspilot Kirk Kerkorian erwarb im Jahr 1947 ein in Los Angeles ansässiges Lufttaxi-Unternehmen, das neben zwei einmotorigen Kleinflugzeugen auch eine Douglas DC-3 besaß. Mit dieser Maschine wurden ab Anfang 1948 Ad-hoc-Charterflüge vom Flughafen Burbank nach Las Vegas unter dem Namen Los Angeles Air Service (LAAS) angeboten. Noch im selben Jahr erfolgten mit weiteren Douglas DC-3 landesweite Bedarfsflüge auf Ad-hoc-Basis. In der Folgezeit konnte die Gesellschaft nur langsam expandieren. Durch die Einstufung als Supplemental Airlines (sinngemäß „Zusatz-Fluggesellschaft“) unterlag LAAS einer Reihe von staatlichen Reglementierungen, die eine Aufnahme von festen Flugverbindungen untersagten und damit eine langfristige Einsatzplanung unmöglich machten. In den 1950er-Jahren erwarb das Unternehmen zwar gebrauchte Flugzeuge der Typen Curtiss C-46, Douglas DC-4, Lockheed Constellation und Lockheed Super Constellation, diese wurden aber an andere Fluggesellschaften verleast oder nach kurzer Einsatzdauer weiterverkauft. Der Handel mit gebrauchten Flugzeugen wurde zu einem wichtigen Geschäft für LAAS, während ihr Flugbetrieb stagnierte. Anfang 1960 bestand die Flotte des Unternehmens aus lediglich drei Flugzeugen.
Im Jahr 1958 gewann die Gesellschaft erstmals eine Ausschreibung des US-Verteidigungsministeriums und führte mit Maschinen des Typs Douglas DC-6 von Dezember 1958 bis September 1959 transatlantische Charterflüge im Auftrag des Military Air Transport Service (MATS) zwischen der Charleston Air Base in South Carolina und der Nouasseur Air Base in Marokko durch. In der Folgezeit wurde der MATS zum wichtigsten Kunden der LAAS. In Aussicht auf weitere militärische Aufträge, die eine dauerhafte Auslastung der Flugzeuge ermöglichten, bestellte das Unternehmen im Jahr 1960 als weltweit erste Charterfluggesellschaft Strahlflugzeuge des Typs Douglas DC-8. Das erste Flugzeug wurde am 20. Juni 1962 ausgeliefert. Die zunehmende Zahl an internationalen Flügen für das US-Militär führte dazu, dass Los Angeles Air Service ihren Namen am 18. Juli 1960 in Trans International Airlines (TIA) änderte.

## Trans International Airlines

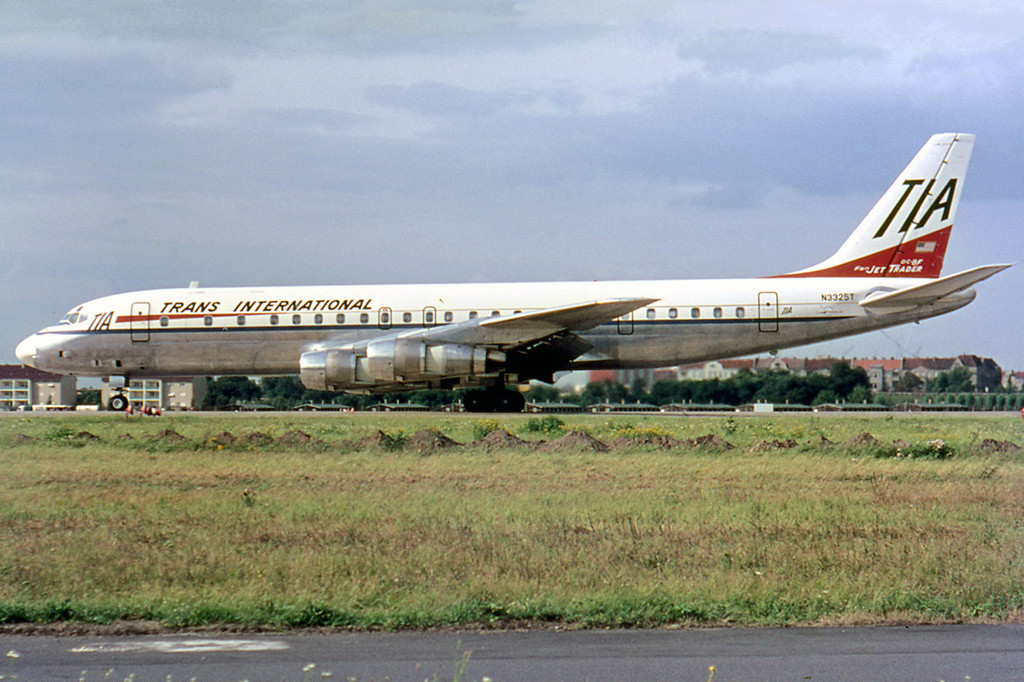
Eine Douglas DC-8-55CF der TIA auf dem Flughafen Berlin-Tegel im Jahr 1966

Noch im Jahr 1960 nahm Trans International Airlines im Auftrag des MATS Flugverbindungen nach Japan auf. Nachdem die Gesellschaft im Jahr 1962 eine mit 6,4 Millionen US-Dollar notierte Ausschreibung gewonnen hatte, flog sie regelmäßige Charterdienste von Kalifornien zu den US-Stützpunkten auf Hawaii, Guam und den Philippinen, die später bis nach Diego Garcia weitergeführt wurden. Am 26. April 1963 erhielt TIA als weltweit erstes Unternehmen eine DC-8 Jet Trader, die einen wahlweisen Transport von Fracht und/oder Passagieren erlaubte und somit den Anforderungen des MATS besser entsprach. Während des Vietnamkriegs führte das Unternehmen für die US-Streitkräfte auch zahlreiche Truppentransporte sowie Versorgungs- und Evakuierungsflüge durch. Zwischen den Aufträgen verleaste TIA nicht benötigte Flugzeuge an andere Fluggesellschaften, unter anderem an Lufthansa und Canadian Pacific Airlines.
Am 5. Oktober 1962 erwarb der Automobilkonzern Studebaker Corporation die Fluggesellschaft zum Preis von 10 Millionen US-Dollar. Der Geschäftssitz wurde anschließend von Los Angeles nach Oakland verlegt. Kirk Kerkorian blieb nach dem Verkauf weiterhin als Geschäftsführer tätig. Nachdem der Autohersteller Studebaker Ende 1963 in wirtschaftliche Schwierigkeiten geraten war, erwarb er das Unternehmen 1964 zurück und brachte es 1965 an die Börse. Im Jahr 1968 veräußerte Kerkorian seine Mehrheitsbeteiligung zum Preis von 104 Millionen US-Dollar an den Finanzkonzern Transamerica Corporation, der damit zum neuen Haupteigentümer der Trans International Airlines wurde.
Die Gesellschaft führte ab 1965 auch transatlantische Charterflüge für Reisegruppen und Vereine durch (Affinity-Group-Charter), deren Genehmigung aber zeitlich befristet war und zunächst jährlich erneuert werden musste. Weil die Vorschriften der US-Luftfahrtbehörde einen Einzelverkauf von Tickets nicht erlaubten, gründete das Unternehmen eigene Reiseklubs, über die es preisgünstige Urlaubsreisen nach Asien und Europa für seine Klubmitglieder vermarktete. Die firmeneigenen Reiseklubs mieteten Maschinen der TIA für ihre Flüge an, wodurch die Beförderung der Urlauber rechtlich gestattet war. Nach dem Verkauf der Gesellschaft an die Transamerica Corporation gewannen diese Charterdienste zunehmend an Bedeutung. Um die Auslastung der Langstreckenflüge zu verbessern, richtete TIA im Jahr 1968 einen landesweiten Zubringerverkehr mit Maschinen des Typs Boeing 727 ein. Ende der 1960er-Jahre wurde das Unternehmen zum Marktführer auf den transatlantischen Charterrouten und bestellte drei Großraumflugzeuge des Typs McDonnell Douglas DC-10, die ab dem 5. Mai 1973 zum Einsatz kamen. Neben den touristischen Charterflügen entwickelten sich zivile Frachttransporte zu einem wichtigen Geschäftsbereich. Im Jahr 1976 erwarb das Unternehmen die US-Frachtfluggesellschaft Saturn Airways. Durch die Fusion der beiden Gesellschaften am 30. November 1976 wurde Trans International Airlines kurzzeitig zum weltweit größten Betreiber von Frachtflugzeugen.
Infolge der im Jahr 1978 eingeleiteten Deregulierungen im US-Luftverkehr konnte das Unternehmen ab dem 1. Mai 1979 auch transatlantische Linienflugverbindungen aufnehmen.

## Transamerica Airlines

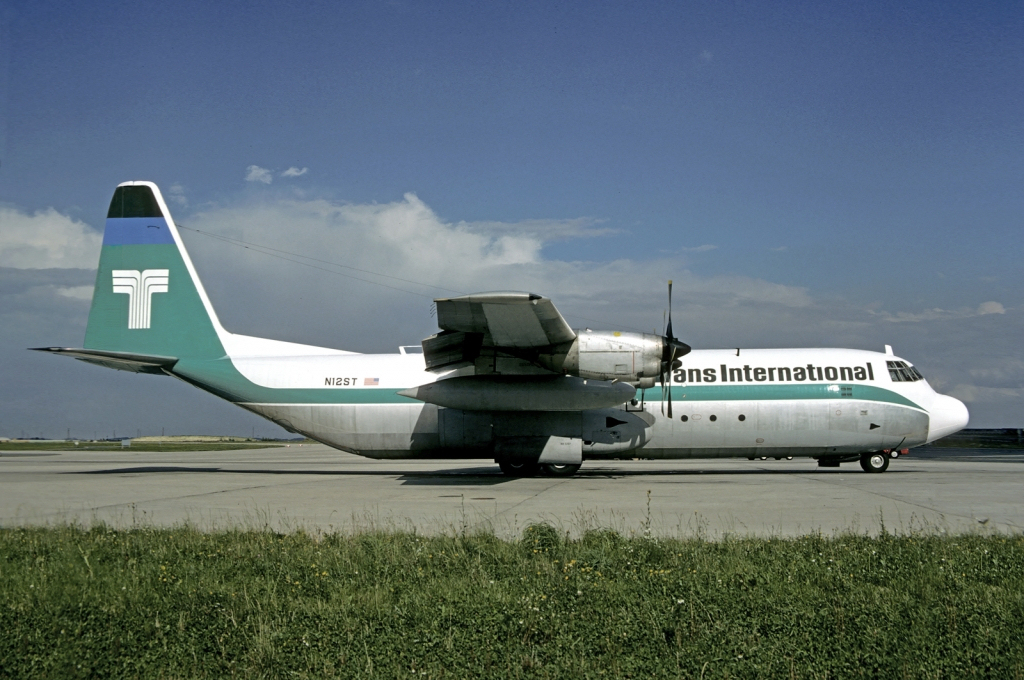
Eine Lockheed L-100 Hercules der Trans International Airlines, die von Saturn Airways übernommen wurde

Nach der Aufnahme des Linienflugverkehrs von Los Angeles und New York nach Shannon und Amsterdam wurde Trans International Airlines am 1. Oktober 1979 in Anlehnung an den Mutterkonzern zur Transamerica Airlines umfirmiert. Werksneue Boeing 747 ersetzten die Douglas DC-8 und McDonnell Douglas DC-10 ab Mitte 1979 auf den transatlantischen Strecken. Auch nach der Aufnahme des Linienflugbetriebs führte die Gesellschaft weiterhin touristische und militärische Charterdienste sowie weltweite Frachtflüge durch. Unter anderem setzte das Unternehmen seine Flugzeuge für Schwerlasttransporte in Guatemala, Neuguinea und im Sudan zur Erschließung von Erdölfeldern ein. Für diese Charteraufträge wurden Frachtmaschinen des Typs Lockheed L-100 Hercules langfristig in die Einsatzgebiete verlegt.
Anfang der 1980er-Jahre konzentrierte sich der Finanzdienstleister Transamerica Corporation verstärkt auf sein Kerngeschäft und begann damit, unwirtschaftliche Tochterunternehmen zu veräußern. Nachdem Transamerica Airlines im Geschäftsjahr 1985 einen Verlust in Höhe von sechs Millionen US-Dollar eingeflogen hatte, suchte der Mutterkonzern einen Käufer für die Fluggesellschaft. In Ermangelung eines Investors und wegen steigender Verluste erfolgte am 30. September 1986 die Einstellung des Flugbetriebs. Die Flugzeuge wurden im Anschluss verkauft, unter anderem an Southern Air Transport, die zwölf Lockheed L-100 erwarb.

## Flotte
- Boeing 727-100C
- Boeing 747-100 und 747-200SCD
- Curtiss C-46
- Douglas DC-3
- Douglas DC-4
- Douglas DC-6A und DC-6B

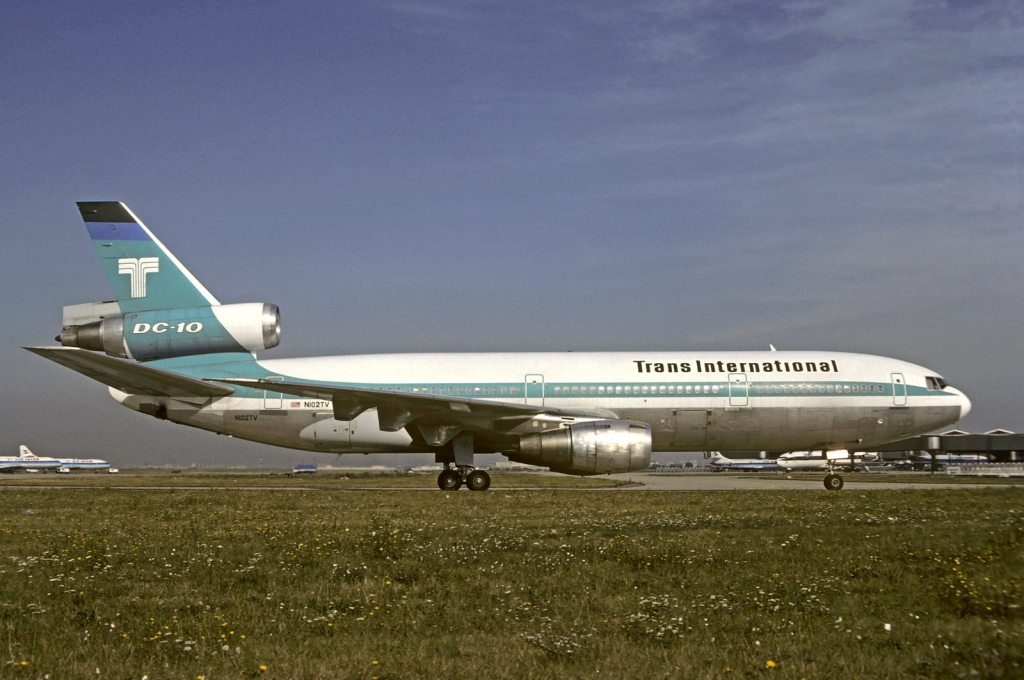
Eine McDonnell Douglas DC-10 der TIA im Jahr 1978

- Douglas DC-8-51, DC-8-54CF, DC-8-55CF, DC-8-61CF, DC-8-63CF und DC-8-73CF
- Lockheed L-100-20 und L-100-30
- Lockheed L-188CF
- Lockheed L-1049G und L-1049H
- McDonnell Douglas DC-10-30CF[23][24]

## Zwischenfälle
- Am 8. September 1970 stürzte eine Douglas DC-8-63CF (Luftfahrzeugkennzeichen: N4863T) der Trans International Airlines nach dem Start vom John F. Kennedy International Airport aufgrund eines blockierten Höhenruders ab. Alle 11 Personen an Bord der Frachtmaschine kamen ums Leben (siehe Trans-International-Airlines-Flug 863).[25]

- Am 18. November 1979 meldeten die Piloten einer auf dem Flug zur Nellis Air Force Base befindlichen Lockheed L-188CF (N859U) der Transamerica Airlines einen Elektronikausfall an Bord, von dem auch die Cockpitinstrumente betroffen waren. Die Maschine geriet in eine unkontrollierte Fluglage und ging in einen steilen Sinkflug über. Beim Versuch das Flugzeug abzufangen, zerbrach es infolge einer strukturellen Überbelastung in der Luft. Die drei Besatzungsmitglieder wurden bei dem Unfall getötet (siehe auch Transamerica-Airlines-Flug 18).[26]

- Am 27. August 1983 flog eine Lockheed L-100-30 (N17ST) der Transamerica Airlines 50 Kilometer südlich des Zielflughafens Dundo in Angola bei schlechten Sichtverhältnissen gegen einen Berg. Alle 7 Insassen, 4 Besatzungsmitglieder und 3 Passagiere, wurden getötet.[27]

- Am 29. Dezember 1984 wurde eine Lockheed L-100-30 (N24ST) der Transamerica Airlines bei einem Feuergefecht auf dem Flughafen Cafunfo in Angola beschädigt. Die Maschine musste als Totalverlust abgeschrieben werden. Personen wurden nicht verletzt.[28]